# Stylite

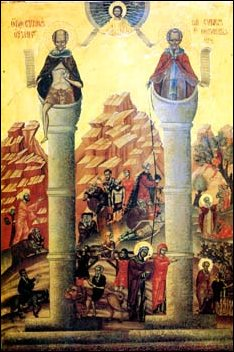
Siméon l'Ancien et Siméon le Jeune sur leurs colonnes respectives.

Les stylites (du grec στύλος, « colonne ») sont des ermites des débuts du christianisme, des anachorètes qui plaçaient leur cellule au sommet d'une ruine, d'une colonnade, d'un portique ou d'une colonne pour y pratiquer une ascèse extrême.
En Orient, Siméon le Stylite est le premier et le plus connu d'entre eux. Saint Walfroy est le seul stylite d'Occident connu à ce jour.

## Histoire
Cette forme de vie religieuse extrêmement austère est connue dans l'hindouisme ancien. Une catégorie d'ascètes, appelés stylites, vivent dans les arbres au plus près des dieux, sans jamais descendre sur terre. Pour se rendre à la Kumbhamela, par exemple, ils se déplacent à dos d'éléphant, et certains pratiquent la géophagie, la terre foulée par les éléphants étant devenue sacrée. Cette pratique doloriste est encore exercée aujourd'hui par un petit nombre d'individus ayant pour objectif d'obtenir une libération spirituelle totale (moksha).
Les violentes persécutions des chrétiens ayant presque disparu, au IVe siècle certains cherchèrent le « martyre permanent » dans les austérités extrêmes de la vie au désert ou en stylite. Dans la ferveur et la vénération populaires ils prennent le relais des martyrs des premiers siècles.
Jusqu'au VIIe siècle, en Égypte, en Syrie et dans tout l'est du bassin méditerranéen, des hommes partent ainsi vivre seuls, s'imposant de vives mortifications. 
Certains, tel Siméon le Stylite, passèrent toute leur vie en haut d'une colonne, ne se nourrissant que de ce que l'on voulait bien leur apporter. D'autres vécurent d'herbes sauvages, dormant au sol ou dans des arbres. Tous avaient comme unique occupation la prière permanente, dans la solitude et le silence.

## Les saints stylites
Le bollandiste Hippolyte Delehaye étudia de manière critique les vies (en langue grecque) des stylites dont les noms nous sont parvenus. Les suivants sont considérés comme saints, même s'ils n'ont jamais été formellement canonisés :
- Fildeon le Stylite, dit Fildeon l'Ancien ;
- Daniel le Stylite ;
- Siméon le Stylite, ou Siméon le Jeune ;
- Alype le Stylite ;
- Luc le Nouveau Stylite ;
- Lazare de Galèsion ;
- Walfroy le Stylite.
- Il faut ajouter à cette liste de saints Siméon le stylite (ou Siméon l'Ancien), dont la vie n'a pas été reprise dans l'ouvrage de Delehaye parce que ce travail avait déjà été fait[4].